# Uranotaenia pauliani
Uranotaenia pauliani är en tvåvingeart som beskrevs av Doucet 1949. Uranotaenia pauliani ingår i släktet Uranotaenia och familjen stickmyggor.
Artens utbredningsområde är Madagaskar. Inga underarter finns listade i Catalogue of Life.